# 仲川元庸
仲川 元庸（なかがわ もとのぶ、1976年〈昭和51年〉3月6日 - ）は、日本の政治家。奈良県奈良市長（公選第18・19・20・21・22代）。中核市市長会副会長。
奈良市長選挙への立候補に際しては仲川 げんの通称名を用いており、奈良市長就任後も通称名を使用する方針を表明している。

## 来歴
奈良県生駒郡平群町出身。奈良県立北大和高等学校（現：奈良県立奈良北高等学校）、立命館大学経済学部卒業。大学卒業後は帝国石油に入社した。その後、2002年から奈良NPOセンターで行政の目が届かない教育や地域の問題を草の根から改善するため、奈良県内のNPO法人に対する支援活動に従事する。また東大寺アートプロジェクトやLove Letter Project等、アートイベントの企画・運営のほか、体験型観光プログラムや奈良まほろばソムリエ検定の開発等、地域振興策に携わった。
2009年3月10日、奈良市長の藤原昭が奈良市議会本会議において、JR奈良駅前のホテル誘致計画の失敗に関する責任を取り、同年7月の奈良市長選挙に再選を目指して出馬しない意向を表明した。民主党奈良県連代表の馬淵澄夫衆議院議員から要請を受け、民主党の推薦を得て奈良市長選挙への立候補を表明する。選挙戦では自身の陣営が作成した政策集「奈良マニフェスト」に基づき、3大ゼロ「行政のムダゼロ」「生活の不安ゼロ」「観光の渋滞ゼロ」を掲げ、大型公共事業の見直しや特別職の退職金廃止による財源確保、待機児童解消や病院のたらい回しが起きない地域医療体制の構築による教育、医療、生活分野の安定及び拡充、奈良市政の情報公開による市役所機能の向上等を公約した。当初は衆議院議員を辞職して出馬した元奈良市長の鍵田忠兵衛（自由民主党・公明党）に比べて知名度が劣っており、また仲川の政治経験の少なさを懸念する意見も存在したが、前月に千葉市（熊谷俊人市長）や横須賀市（吉田雄人市長）で相次いで30代前半の市長が誕生した「世代交代」の機運に乗って、7月12日投開票の奈良市長選で次点の鍵田に約1万4千票の差をつけ、2人の対立候補を破って初当選した。当選時の年齢は33歳5ヶ月で、当時の現職の市長では三重県松阪市長の山中光茂（1976年1月15日生。2015年9月末に退任）を下回り、2009年6月に当選した千葉市長の熊谷俊人（1978年2月18日生。2021年3月に退任し千葉県知事に就任）に次いで、2番目に若い市長であった。
2011年、「日本を立て直す100人」（AERA）に選出される。
2013年3月5日、奈良市議会本会議において、同年7月の奈良市長選挙に再選を目指して出馬する意向を表明。7月21日投開票の奈良市長選挙には仲川のほか、元衆議院議員の森岡正宏（自由民主党推薦）や元奈良市議会議員の池田慎久ら、過去最多の7人が立候補した。仲川は前回の市長選から一転して、特定の政党の推薦を受けずに立候補し、次点の森岡正宏に約1万7千票の差をつけて再選された。
2014年5月20日より荒井正吾奈良県知事の奈良市後援会長を務める。
2015年、中核市市長会会長に就任。以来、2年間にわたり、地方首長の立場を代表して国に対する提言活動を行った。
2017年7月9日、任期満了に伴う奈良市長選に無所属で立候補し、元生駒市長の山下真（後の奈良県知事）、自民党が推薦する朝廣佳子らを抑え、3選を果たした。
2019年、奈良県市長会会長に就任。以来、2年間にわたり、県内12市の立場を代表し、県等に対し積極的な提言を行った。
2021年7月11日投開票の奈良市長選挙にて、日本維新の会が推薦する中川崇らを抑え、4選を果たした。
2025年7月20日に執行された市長選挙でも、他の4候補を抑え当選（5選）を果たした。

## 政策・主張
- 2009年の市長就任後、奈良市の土地開発公社を解散させて負債の利子総額を今後20年間で約86億円カットし、また大型公共工事の入札制度の見直しや事業の整理統合、人件費の削減等、行財政改革を推進した[要出典]。

- 2013年の市長選では、直前に発生した市議会議長選挙における買収事件をうけて、「オープンでコンパクトな自治体へ」「いつまでも住み続けたい安寧の地」「若者たちが帰ってきたくなる街」「世界から尊敬される国際観光経済都市NARA」の4つのビジョンを選挙公約に掲げた[要出典]。
- 奈良市では、老朽化した東山霊苑火葬場の移転整備が課題となっており、その実現は、歴代市長の課題事項であった。2006年に閉園した奈良ドリームランドは、税金の滞納で奈良市がその跡地を差し押さえていた。仲川げんは、2012年3月22日に、その跡地を「火葬場移転候補地」として発表した。しかし、その跡地には近隣の奈良阪町にある奈良豆比古神社の所有地が含まれており、全く相談もないまま発表されたことから、奈良阪町側は態度を硬化し、周辺住宅地の住民も反対の声を上げて、2012年9月に反対署名7300筆余りが提出されて、奈良市は白紙撤回に追い込まれた。（この土地は、2014年から2015年にかけて何度か公売にかけられ、最終的に7億3千万（平米2433円）という破格の安さで大阪の不動産業者に売却されたが、その後も2021年6月に至るも有効利用はされていない。）
- 2017年5月9日、建築から100年を迎える東山霊苑火葬場の老朽化に伴い、火葬場（新斎苑）整備の都市計画案が市の国際文化観光都市建設審議会で可決されたことで、長きに渡り切望されるも歴代市長がなし得なかった60年の事業を前進させた[15]。しかし、この新斎苑整備をめぐっては、用地費が鑑定価格の3倍以上であり違法として、市民らが仲川と地権者に損害賠償を請求するよう求め提訴し、最高裁で、仲川と地権者らの共同不法行為を認め1億円超の賠償請求を命じる判決が確定した[16]。（詳細は#過大な価格での用地買収を参照）
- 2019年10月24日、奈良市での宿泊客（修学旅行除く）に対して、1泊200円の「宿泊税」を徴収する案を発表し、2020年3月議会に条例案と予算案を提出し、2020年度中の導入を目指すと発表、しかし、折からの新型コロナ感染拡大と、ホテル組合などからの反対を受けて、2020年2月21日、予算への計上や関連条例の提出を見送った。
- 2020年2月14日、LGBTなど性的少数者のカップルが婚姻に相当する関係にあると認める「パートナーシップ宣誓制度」を同年4月1日に導入する方針を明らかにした[17][18]。
- 犬猫の殺処分ゼロに向けた取り組みを進め、2015年（平成27年）に譲渡ボランティア制度を開始、2017年（平成29年）に譲渡動物不妊去勢手術補助金制度を導入。2018年（平成30年）には犬猫パートナーシップ店制度、預かりボランティア制度、飼い主のいない猫への不妊去勢手術補助金制度を施行。これにより、2019年（令和元年）から2024年（令和6年）まで6年連続で自然死・安楽死を除く殺処分ゼロを達成している。2024年度に猫の引取数は過去最少となったほか、TNR活動（捕獲・不妊手術・リリース）も強化している。また、ふるさと納税の「犬猫殺処分ZEROプロジェクト」による寄付金は累計1億1,387万円に達している（2020～2024年度）。
- 子育て支援施策を強化し、共働き世帯や子育て世代にとって住みやすい環境を整備した。その結果、2024年の「共働き子育てしやすい街ランキング」（日経xwoman調査）で関西2位に選出され、全国順位も19位となった。また、奈良市は5年連続で転入超過を記録し、特に年少人口（0～14歳）の転入超過数が関西2位となるなど、子育て世代の流入が顕著である。このような施策には、子育て支援施設「奈良市こどもセンター」の開設、病児・病後児保育の充実、高校卒業までの医療費助成制度、おむつ回収サービスの導入などが含まれ、市の子育て環境の向上に寄与している。
- 2023年度の奈良公園訪問者約1,400万人を受け、2019年にオーバーツーリズム対策会議を設置。2024年度に宿泊税の税率や導入時期を再検討し、観光と住民生活の調和を目指す持続可能な観光政策を推進。
- 旧奈良市清掃センターの老朽化に対応し、新クリーンセンター建設を推進、広域で環境調和型廃棄物処理施設を計画している。CO2削減やリサイクル率向上を目標に、2019年度から議論を開始。2023年度に広域連携協定を締結し、2024年度に基本計画を策定、環境アセスメントを実施中。
- 市内上場企業輩出を目指し、起業支援を強化。2023年度に「奈良スタートアップハブ」を設立し、セミナーや資金支援を実施。2024年度には支援プログラムを立ち上げ、奈良先端科学技術大学院大学と連携、ベンチャー向けオフィスを提供。IT・バイオ分野を重点支援し、関西圏のスタートアップエコシステムをモデルに成長を促進。
- DX（デジタルトランスフォーメーション）を推進し、「奈良デジタル市役所」により、住民票申請などの手続きオンライン化やコンビニでの証明書発行を導入。2023年度にシステムを拡充、2024年度に庁内文書管理の電子化を全庁展開。2023年度の主要手続きオンライン化率は約60％。子育て相談やふるさと納税の効率化にも寄与し、2024年度市民満足度調査で高評価。
- 市長退職金について、3期分の総額8,100万円を全額返上し、財政負担軽減に努めた。

## 不祥事

### 過大な価格での火葬場建設用地買収
2018年5月24日、市内の火葬場（新斎苑）の建設用地費について、鑑定価格から3倍以上であり違法として、市民らが仲川と地権者に損害賠償を請求するよう求め提訴した。市が依頼した不動産鑑定価格は約5100万円、一方実際の買収価格は1億6800万円であった。
2020年1月30日の奈良地裁に続き、2021年2月26日に大阪高裁でも原告勝訴の判決が出された。被告の奈良市は最高裁に上告するも、2021年10月7日、最高裁第1小法廷（深山卓也裁判長）は上告を退けると決定。評価額と市の購入額の差を「不均衡」であると認定し、約1億1643万円を請求するよう命じた2月の大阪高裁の差し戻し控訴審判決が確定した。なお、仲川はこの件で県市民オンブズマンから背任容疑で刑事告発されていたが、大阪地検特捜部は2022年12月26日付けで不起訴処分とした。
2022年2月14日、地方自治法の定める支払期限までに損害賠償金が支払われなかったとして、市は連帯債務者である仲川と元地権者2人に対し、利息を含む1億3800万円の損害賠償を求める訴訟を提起した。2023年4月25日、奈良地裁は仲川と元地権者双方が3千万円ずつ、計6000万円を支払うとする和解案を勧告した。
市議会は5月10日に本会議を開き、和解案の同意について採決を行った。投票の結果、賛成18人、反対18人で可否同数となり、議長裁決で可決された。同月31日、奈良地裁でこの内容で和解が成立した。これにより市は、約8600万円の債権を放棄する形となる。2023年8月1日、元地権者2人が解決金としてそれぞれ2000万円を市に納付した。既に納付されていた1000万円と合わせ、全額が支払われた形となる（なお、仲川は既に全額を支払い済み）。なお、渦中の火葬場は新斎苑「旅立ちの杜（もり）」として、2022年4月に開業した。
なお、和解に際する約8600万円の債権放棄を巡り、市議会最大勢力である自民・無所属系会派の「自民党奈良市議会・結の会」で意見が対立。2023年5月16日には、2会派へと分裂することとなった。当時の議長である北良晃を含む5名が自民・結の会から脱退し、無所属の議員1名を加えた親市長派の新会派を結成した。新会派の名称は「自民党・無所属の会」であり、横井雄一が幹事長を務める。また残った自民・結の会は、会派名を「自由民主党奈良市議会」へ変更。5名が残留し、引き続き森田一成が幹事長を務めることとなった。2025年7月の改選後もこの体制は維持され、市長との対抗姿勢を見せる「自由民主党奈良市議会」が、公明・維新とともに正副議長選出で主導権を握る。
2023年7月28日、市民らは和解に伴う債権放棄を「違法で無効」であるとして、改めて仲川市長と市の代表監査委員、元地権者ら4人に約8700万円の損害賠償を請求するよう求め提訴した。2025年5月22日、奈良地裁は「市議会の議決は違法ではない」として原告の請求を退けた。

### パワハラ
仲川や上司からのパワハラで精神的苦痛を受けて退職を余儀なくされたとして、元市職員の男性が400万円の損害賠償などを市に求め、2023年1月19日付で奈良地方裁判所に提訴した。
訴状によると、男性は秘書広報課で勤務していた2022年4月以降、仲川から床に書類を投げられたり、他の職員の前で叱責されたりしたほか、上司からも机を蹴られるなどしたとしている。男性は不眠などの症状が出たため人事課に異動を求めたが、「病休を取るか転職を」と返答され、同年秋ごろに自主退職したという。
2024年3月8日に奈良地裁で和解が成立した。和解条項によると、市は上司の言動の一部に不適切なものがあったと認め、謝罪する内容。原告側は、市長からパワハラを受けたとする請求を放棄するとしている。

## 人物
- 趣味は写真撮影、料理、3歳から始めた水泳。
- 幼少期から料理に親しみ、日曜の朝食作りを担当。台所にバリケードを築き創作料理に没頭、両親は「寝坊できる」と感謝し温かく見守った。小学生でリンゴ皮むきコンテスト優勝、クラス全員分のクッキーを焼いたことも。また自宅の庭に「ニューヨークまで繋がる穴」を掘るプロジェクトを立案し、近隣の子どもたちと協力して取り組んだ。両親はこれを温かく見守り、支援。本人は「この経験が挑戦と創造性を育む礎となった」と語る。
- 政治家を志したきっかけは、「『どうせ、奈良は変わらん』とみんなが諦めている状況を変えたかったから」。
- 尊敬する歴史上の人物は、澁澤栄一。
- 奈良時代にタイムスリップできたらやりたいことは、「大仏造立に関わる人々に食事を提供する飯場の大将（与楽の飯より）」。
- 奈良市のおすすめの景色は「平城宮跡から生駒山を望む夕陽」。
- 市政においては、職員の多様性を重視し、民間出身者や国家公務員、元パイロットなど多様なバックグラウンドを持つ人材を積極的に採用している。これにより、組織内に新たな視点や化学反応をもたらし、柔軟な行政運営を実現している。
- 奈良市内で妻と3人の子どもと暮らしている。かつて家族で飼っていた猫は、23歳まで生きた長寿の猫だった。